# Gigantomasti

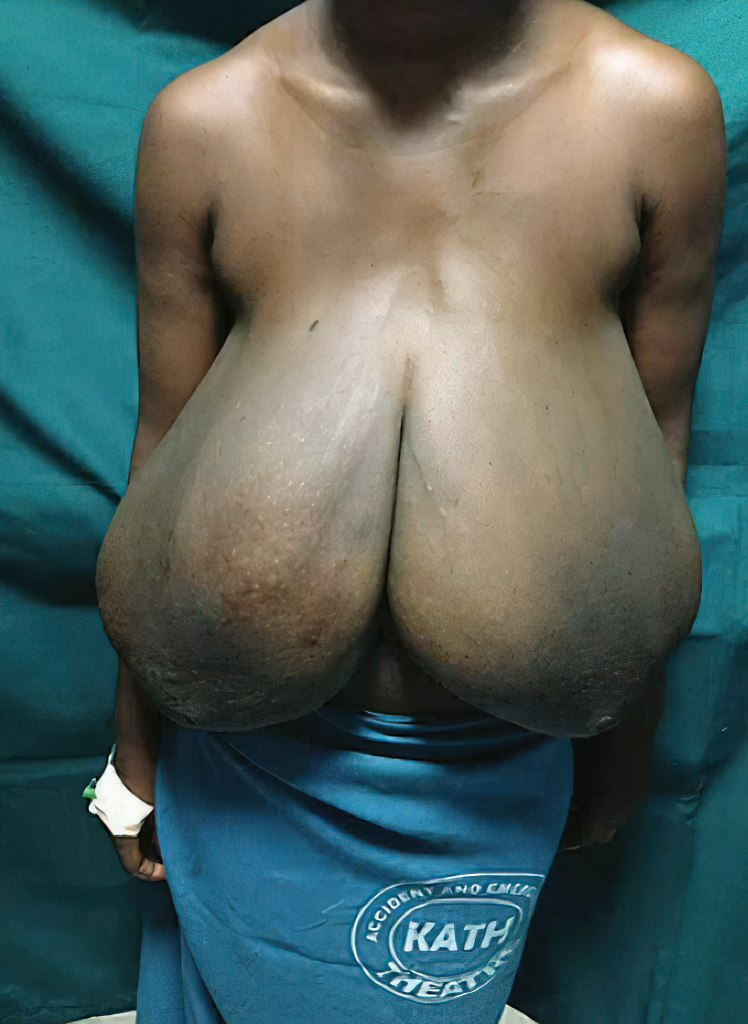
Kvinna med gigantomasti, innan bröstförminskning.

Gigantomasti eller brösthypertrofi, är ett sjukligt tillstånd av för stor och diffus tillväxt av kvinnobrösten, till skillnad från gynekomasti som innebär att män utvecklar kvinnobröst. Det är en diagnos i ICD-10 (N62). Bröstcancer kan förstora brösten, men förstoringen brukar då vanligen vara ensidig och koncentrerad till tumören.
Eftersom kvinnors kroppsfett i hög grad placerar sig på brösten, finns det inget internationellt referensvärde för när stora bröst ska diagnosticeras som gigantomasti: en kvinna med sjuklig fetma har normalt stora bröst. Den vetenskapliga litteraturen utgår från värden mellan över D-kupa till att flera kilo måste avlägsnas kirurgiskt. Gigantomasti kan också uppstå i samband med graviditet, med läkarrapporter om bröst som vägt mer än 15 kilo. Sådana fall kräver ibland akut kirurgisk operation eftersom tillståndet då uppträder hastigt, vilket kan få huden att spricka.
Det antogs länge att gigantomasti beror på en endokrin obalans med förhöjda värden kvinnliga könshormoner (hyperöstrogenism eller hyperprolaktinemi), somatotropin och ACTH. Gigantomasti förekommer förvisso vid vissa störningar i hormonkörtlarna, men som regel har kvinnorna normala värden könshormoner. Om gigantomastin uppkommer efter puberteten, till exempel vid graviditet, kan det bero på hyperprolaktinemi.
Gigantomastin kan orsaka psykiska och fysiska problem, eftersom det kan ge ryggsmärtor och mastodyni. Behandling brukar vara kirurgisk bröstförminskning.

## Virginal gigantomasti
Om tillståndet uppkommer i samband med puberteten kallas det virginal gigantomasti, vilket av samtliga former är ovanligt med en utbredning på under 10 %. Det förekommer att den virginala gigantomastin endast drabbar ena bröstet.